# Северное Саво
Се́верное Са́во или Северный Саво (Северная Савония, Похьёйс-Саво, Похъёйс-Саво, в финляндских источниках иногда Похьйойс-Саво; фин. Pohjois-Savo, швед. Norra Savolax) — область на юго-востоке Финляндии. Административный центр — город Куопио. Другие значительные города — Варкаус и Ийсалми. Крупнейшее озеро — Каллавеси (площадь 513 км²). Наивысшая точка — Мааселянмяки (фин. Maaselänmäki) в Раутаваара, свыше 318 метров над уровнем моря.

## Муниципалитеты
В Северном Саво 18 общин, 5 из которых городские, остальные 13 — сельские.
| 1. Ийсалми 2. Юанкоски (в 2017 году Юанкоски объединился с Куопио) 3. Каави 4. Карттула (в 2011 году Карттула объединился с Куопио) 5. Кейтеле 6. Киурувеси 7. Куопио 8. Лапинлахти 9. Леппявирта 10. Маанинка (в 2015 году Маанинка объединился с Куопио) 11. Нильсия (в 2013 году Нильсия объединился с Куопио) 12. Пиелавеси | 1. Рауталампи 2. Раутаваара 3. Сийлинъярви 4. Сонкаярви 5. Суоненйоки 6. Терво 7. Туусниеми 8. Варкаус 9. Варпайсъярви (в 2011 году Варпайсъярви объединился с Лапинлахти) 10. Весанто 11. Виеремя 12. Йоройнен (2021-) | Общины Северного Саво |

## Экономика
По ВВП на душу населения в 2017 г. регион занимал 11-е место (из 19 регионов) в Финляндии с показателем 29 245 евро на человека.